# Herodion (postać biblijna)
Herodion – żyjąca w I wieku postać biblijna, święty prawosławny.
Postać występująca w Nowym Testamencie w Liście do Rzymian Pawła Apostoła (Rz 16,11 BT). Zaliczany do grona siedemdziesięciu dwóch wysłańców Jezusa Chrystusa. Wspomnienie liturgiczne przypada na 8 kwietnia, a w cerkwi – na 4/17 stycznia (w gronie siedemdziesięciu dwóch).